# جغرافیای پاپوآ گینه نو

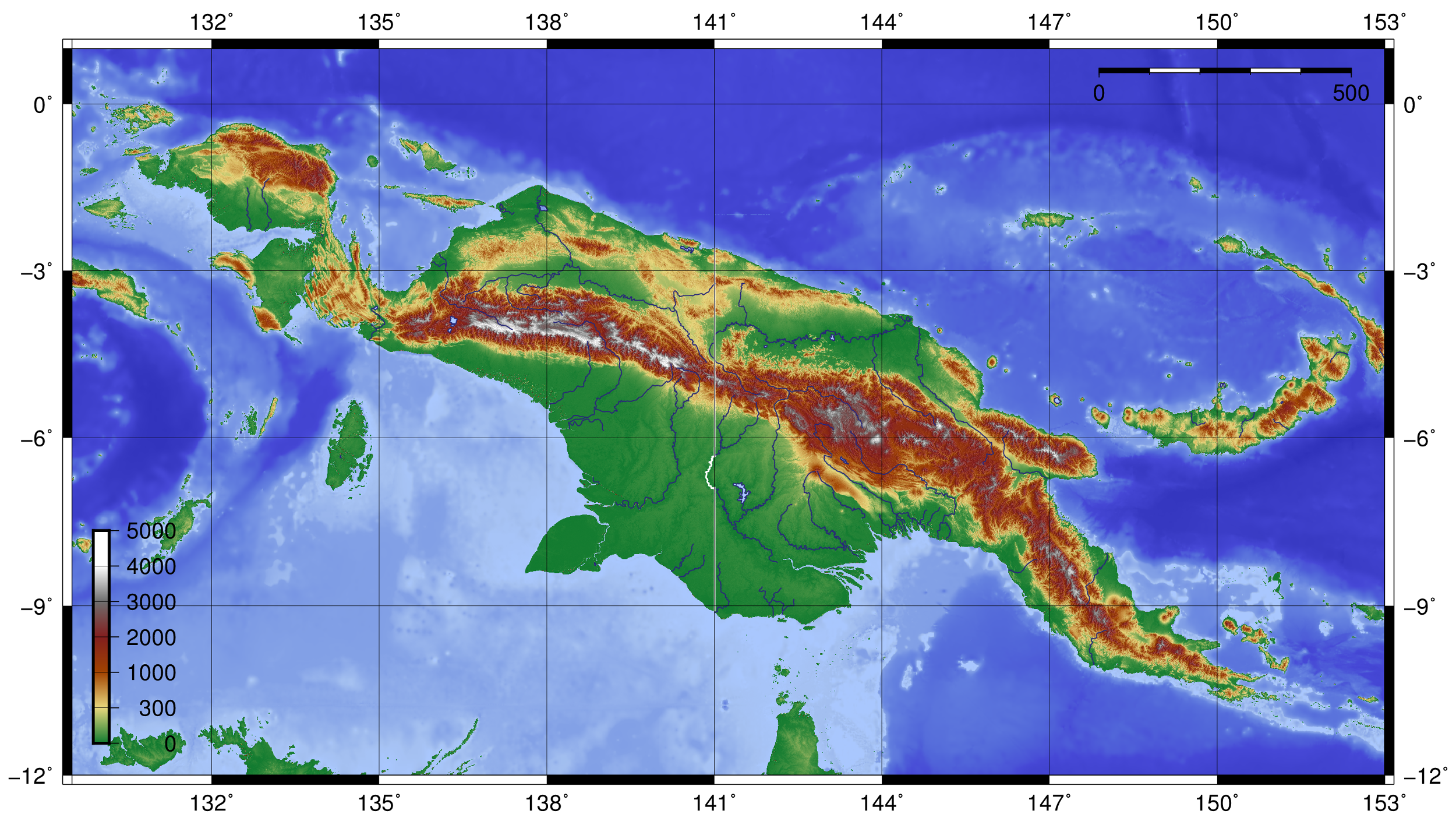
نقشه ناهمواری‌های پاپوآ گینه نو.

جغرافیای پاپوآ گینه نو به توصیف جغرافیای نیمه شرقی جزیره گینه نو، جزایر ایرلند نو، بریتانیای نو و جزیره بوگنویل و جزایر کوچکتر پیرامونی آن‌ها می‌پردازد. این جزیره‌ها با هم کشور پاپوآ گینه نو را تشکیل می‌دهند که در منطقه گرمسیری اقیانوسیه، در کناره غربی اقیانوس آرام واقع شده است.
پاپوآ گینه نو عمدتاً کوهستانی است و بخش اعظم آن با جنگل‌های بارانی گرمسیری پوشانده شده‌است. ارتفاعات گینه نو در امتداد تمامی طول گینه نو ادامه می‌یابد و در مرتفع‌ترین مناطق آن برف هم می‌بارد، پدیده‌ای نادر در مناطق استوایی. در پاپوآ گینه نو کوه ویلهلم با ۴٬۵۰۹ متر بلندترین قله است. 
در این کشور چندین رودخانه مهم وجود دارد، ازجمله رودخانه سپیک که طول آن ۱۲۱۲ کیلومتر است و از طریق دشت‌های باتلاقی پست به ساحل شمالی می‌رود؛ و رودخانه فلای با ۱۰۵۰ کیلومتر طول که در یکی از بزرگترین سرزمین‌های باتلاقی جهان جریان دارد و به ساحل جنوبی می‌رود. 
ارتفاعات کشور شامل تعدادی زنجیره‌های کوچکتر از غرب به شرق است، ازجمله کوهستان فینیستر که بر شبه جزیره هوئون تسلط دارد و تا شمال شهر لائه ادامه می‌یابد.
پاپوآ گینه نو مانند پلی است میان آسیا و اقیانوس آرام. این کشور در حدود ۱۶۰ کیلومتری شبه جزیره دماغه یورک در استرالیا واقع شده‌است. با این حال، اگر جزیره سایبای استرالیا را که نزدیک‌ترین جزیره استرالیا به پاپوآ گینه نو است در نظر بگیریم فاصله دو کشور در این محل تنها ۴ کیلومتر است.
پاپوا گینه نو یک مرز زمینی دارد. این مرزی است که جزیره گینه نو را تقسیم می‌کند. نیمه غربی گینه نو به‌طور رسمی به عنوان استان پاپوا شناخته می‌شود، که توسط اندونزی اداره می‌شود. این دو کشور مرزی ۸۲۰ کیلومتری دارند. گینه نو پس از گرینلند دومین جزیره بزرگ جهان است.
مرز پاپوآ گینه نو با اندونزی کاملاً مستقیم نیست. در امتداد این مرز یک تورفتگی جزئی به سمت غرب در قسمت رودخانه فلای وجود دارد. این تورفتگی در سال ۱۸۹۳ در زمان استعمار برای اداره بهتر منطقه توسط انگلیسی‌ها ایجاد شده‌است.
این کشور در حدود ۶۰۰ جزیره وجود دارد که بزرگترین آن بریتانیای نو است و در مجمع الجزایر بیسمارک به ایرلند نو می‌رسد. این کشور به ۲۲ استان و منطقه خودمختار بوگنویل و منطقه پایتختی پورت مورسبی تقسیم شده‌است. پورت مورسبی بزرگترین فرودگاه بین‌المللی کشور یعنی فرودگاه بین‌المللی جکسون را در اختیار دارد و بیشترین ترابری کشور نیز در این شهر انجام می‌شود.
این کشور جاده‌های کمی دارد و بیشتر مردم ترجیح می‌دهند پرواز کنند.

## جغرافیای طبیعی
پاپوا گینه نو با مساحت ۴۶۲٬۸۴۰ کیلومتر مربع مساحت دارد که ۴۵۲٬۸۶۰ کیلومتر مربع آن خشکی و ۹٬۹۸۰ کیلومتر مربع آن آب است. این کشور از این نظر سومین کشور جزیره‌ای بزرگ در جهان است. طول سواحل آن ۵ هزار و ۱۵۲ کیلومتر است.
شمالی‌ترین نقطه کشور جزیره موساو، جنوبی‌ترین نقطه کشور جزیره همناهئی، شرقی‌ترین نقطه اُلاوا و غربی‌ترین نقطه کشور یا بوواکاکا در امتداد رود فلای، رودخانه مرزی با اندونزی، است یا مابوداوان.
پاپوآ گینه نو چندین آتشفشان دارد، زیرا در امتداد حلقه آتش اقیانوس آرام واقع شده است. فوران‌های آتشفشانی در آن نادر نیستند و منطقه به دلیل این امر مستعد زمین‌لرزه و سونامی است. اختلالات آتشفشانی اغلب می‌تواند زمین‌لرزه‌های شدید ایجاد کند، که به نوبه خود می‌تواند باعث سونامی هم بشود. 
پاپوآ گینه نو همچنین مستعد زمین‌لغزه است که اغلب در اثر جنگل‌زدایی در جنگل‌های اصلی کشور، به‌ویژه در مناطق کوهستانی آن، رخ می‌دهد. 
جزایر دور از ساحل کشور شامل جزایر کوچک و جنگلی ادمیرلتی است که بزرگترین آنها مانوس نام دارد. این جزایر تا شمال جزیره اصلی گینه نو ادامه می‌یابند. این جزیره‌ها حیات گیاهی و جانوری متفاوتی از جزیره اصلی دارند اما جنگل طبیعی آن‌ها به خاطر چوب و کشاورزی تخریب شده‌است.